# Skönsmon

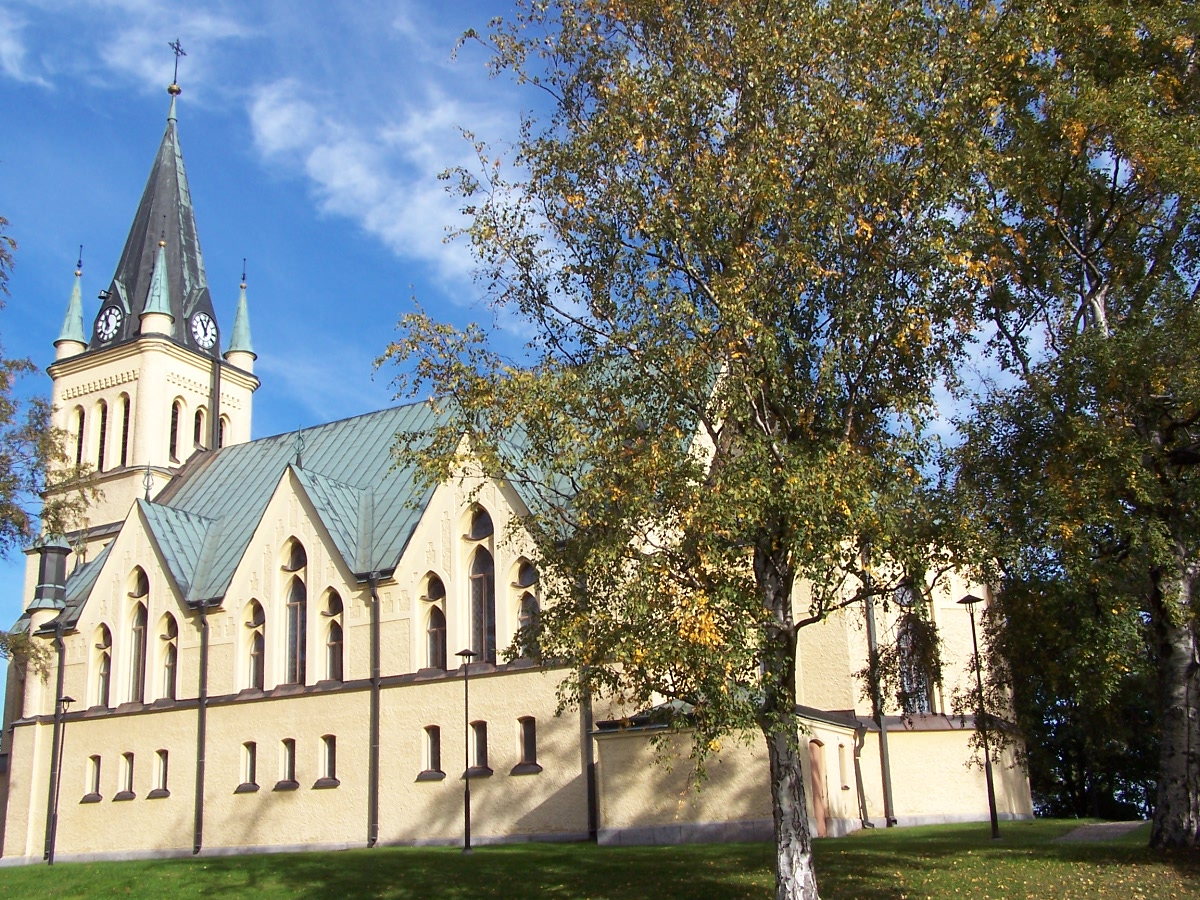
Skönsmons kyrka.

Skönsmon är en stadsdel sydost om Sundsvalls centrum, mellan Södra Stadsberget och Sundsvallsfjärden. I öster gränsar stadsdelen till Kubikenborg, i väster till Östermalm.
Enstaka hus från äldre tider finns kvar i stadsdelen, men den dominerande bebyggelsen är flerfamiljshus (låghus) och mindre villor från 1950-talet och framåt. Visuellt domineras stadsbilden av stadsdelens enda 12-våningshus.

## Administrativ tillhörighet
Skönsmon var belägen i Sköns socken och ingick efter kommunreformen 1862 i Sköns landskommun, där Skönsmons municipalsamhälle inrättades 1884. Municipalsamhället utvidgades genom kungligt brev 3 maj 1929 väster, öster, och norr om det gamla samhället. Detta upplöstes 1 januari 1948 då området bröts ur landskommunen och uppgick i Sundsvalls stad.
För området bildades 22 juni 1883 Skönsmons församling som kapellag i Sköns församling som återgick 1892 för att sedan definitivt brytas ut 26 april 1905.
| Befolkningsutvecklingen i Skönsmon 1900–1900  | Befolkningsutvecklingen i Skönsmon 1900–1900 | Befolkningsutvecklingen i Skönsmon 1900–1900 | Befolkningsutvecklingen i Skönsmon 1900–1900 | Befolkningsutvecklingen i Skönsmon 1900–1900 |
| --------------------------------------------- | -------------------------------------------- | -------------------------------------------- | -------------------------------------------- | -------------------------------------------- |
|                                               |                                              |                                              |                                              |                                              |
| År                                            |                                              |                                              | Folkmängd                                    |                                              |
| 1900                                          | 1900                                         |                                              | 3 330                                        | †                                            |
| † Befolkning runt ett municipalsamhälle 1900. |                                              |                                              |                                              |                                              |